# Pedro de Fins
São Pedro Fins, São Pedro de Fins, Fins, São Fins ou Sanfins é o orago (padroeiro) de várias paróquias portuguesas, em especial na região do Minho, sendo um termo de origem obscura. O orago comemora-se a 1 de Agosto.
Jorge Cardoso e D. António Caetano de Sousa, autores do Agiológio Lusitano, cujo volume final foi publicado em 1744, consideram o termo equivocação que o povo fez, por ser o dia de São Félix Diácono, e o das cadeias de São Pedro Apóstolo. E que assim o advertiu o Arcebispo D. Rodrigo da Cunha, tendo o povo juntado Pedro, pelo Apóstolo, e Fins, por ser nome que antigamente se dava a São Félix; e, pela mesma razão, a residência que junto ao Minho têm os Padres da Companhia, é chamada de São Fins, por nela se conservar a cabeça do Santo Mártir Félix.
O etnógrafo Moisés Espírito Santo admite uma explicação diversa para o termo. Para este autor, São Pedro Fins equivale a São Pedro dos Fens, cristianização da divindade pagã Baal Seiman, festejada no solstício de Verão; e o próprio uso de "São Félix" em Portugal seria uma corrupção erudita de Fins. Moisés Espírito Santo reconhece a existência de vários santos cristãos com esse nome, mas considera improvável que o termo se refira a qualquer um deles, por serem desconhecidos na região.